# Tanja Petry
Tanja Petry (* 11. Mai 1969 in Wiesbaden) ist eine deutsche Filmeditorin.
Tanja Petry absolvierte ein Praktikum im Kopierwerk, anschließend wurde sie zur Schnittassistentin und Soundeditorin bei Odeon TV in Wiesbaden ausgebildet. Seit 1993 ist sie als freie Editorin in Berlin tätig.

## Filmografie (Auswahl)
- 1993–2005: Wolffs Revier (Fernsehserie, 55 Folgen)
- 1998–1999: Das Traumschiff (Fernsehreihe, 2 Folgen)
- 2000–2006: Hinter Gittern – Der Frauenknast (Fernsehserie, 18 Folgen)
- 2007: Küss mich, Genosse!
- 2008: Sommersonntag
- 2014: Letzte Spur Berlin (Fernsehserie, 3 Folgen)
- 2015: Die Dienstagsfrauen – Zwischen Kraut und Rüben
- 2016: Alles Klara (Fernsehserie, 4 Folgen)
- 2018–2019:  Alles oder nichts (Fernsehserie, 36 Folgen)
- 2022: SOKO Stuttgart (Fernsehserie, 3 Folgen)
- ab 2022: SOKO Wismar (Fernsehserie)
- 2024: Rosamunde Pilcher: Verliebt in einen Butler